# Pescara Jazz
Pescara Jazz ist ein alljährlich im Juli stattfindendes internationales  Jazz-Festival in der italienischen Hafenstadt Pescara.

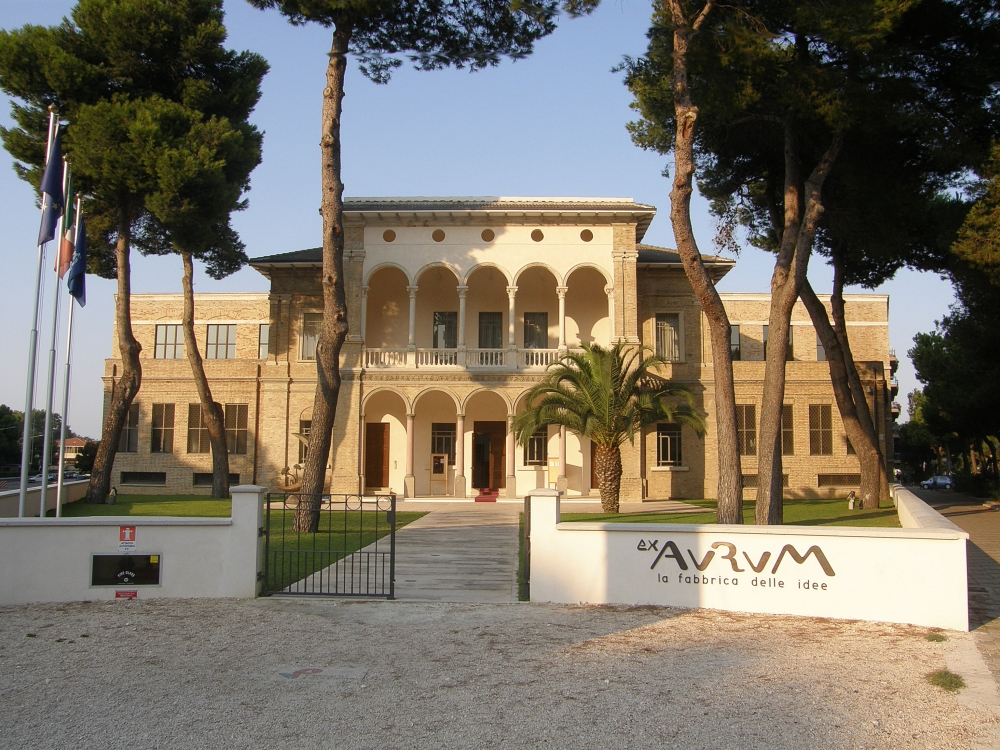
Fabrik der Ideen in Aurum, ein Veranstaltungsort

Veranstaltungsort sind das Teatro monumento Gabriele D’Annunzio im Park Pineta Dannunziana und die Jazz Village im Stadtteil Aurum (in einer ehemaligen Schnaps-Fabrik).
Das Festival – das erste Sommerfestival für Jazz in Italien – präsentierte schon im Gründungsjahr 1969 internationale Jazzmusiker wie Bill Evans mit Trio, das Philly Joe Jones Quintet, Barney Kessel, Lucky Thompson, Albert Nicholas, Jean-Luc Ponty und die Big Band von Maynard Ferguson. Im zweiten Jahr 1970 kamen Clark Terry, Shelly Manne, Buddy Tate, Teddy Wilson und das Duke Ellington Orchester. Gründer war Lucio Fumo und die Azienda di Soggiorno (ab 1982 Ente Manifestazioni Pescaresi mit dem künstlerischen Leiter Lucio Fumo).
Seitdem fand das Festival bis auf eine Lücke von vier Jahren 1977 bis 1980 ununterbrochen statt. Neben den Erwähnten traten unter anderem Miles Davis (1986), Ella Fitzgerald (1971), Sarah Vaughan, Charles Mingus, Woody Herman, Oscar Peterson, Dave Brubeck, Stan Getz, Dizzy Gillespie, Art Pepper, Chet Baker, Gerry Mulligan, McCoy Tyner, Chick Corea, Herbie Hancock, Natalie Cole, Wynton Marsalis, Horace Silver, Dexter Gordon, Pat Metheny, Gary Burton und Keith Jarrett auf und außerhalb des Jazz Bob Dylan, Joan Baez, Burt Bacharach, Astor Piazzolla, Caetano Veloso und Paco de Lucía.
Auf dem Festival 2012 traten unter anderem auf Chick Corea mit Stefano Bollani, Roberta Gambarini, Gonzalo Rubalcaba, Al Di Meola, Joe Lovano mit Dave Douglas, Enrico Rava und Wayne Shorter.
2013 traten auf Biréli Lagrène, Paolo Fresu, Trilok Gurtu, Omar Sosa, Tuck & Patti, Mike Stern, Dee Dee Bridgewater mit Ramsey Lewis, The Cookers, Ronnie Cuber und Simona Molinari.